# Johannes Schefer

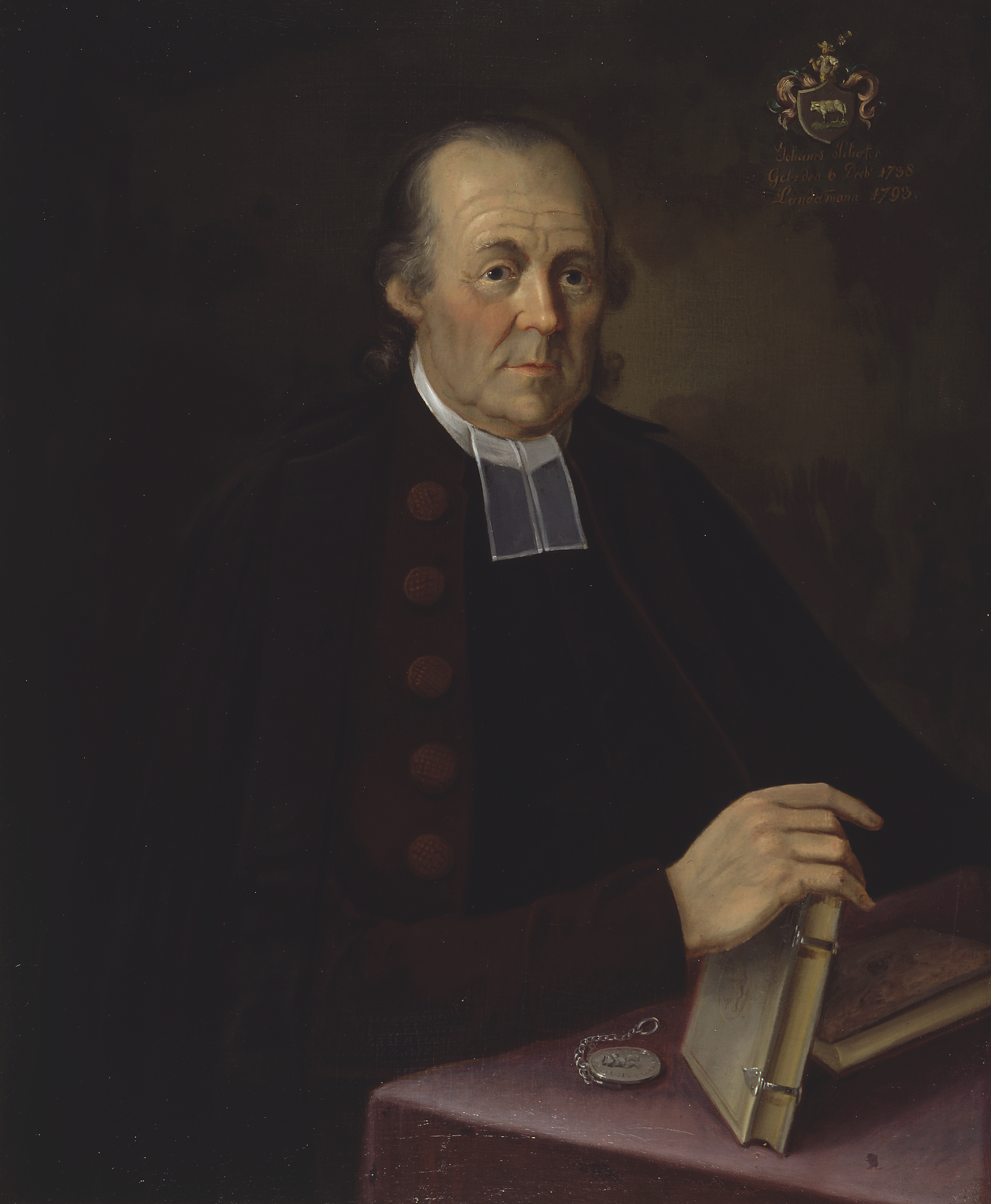
Johannes Schefer, Landammann von Appenzell Ausserrhoden, Gemälde von Johannes Weiss, um 1795

Johannes Schefer (* 6. Dezember 1738 in Schwellbrunn; † 6. August 1799 ebenda; heimatberechtigt in Schwellbrunn) war ein Schweizer Gemeindepräsident, Landesseckelmeister und Landammann aus dem Kanton Appenzell Ausserrhoden.

## Leben
Johannes Schefer war ein Sohn von Friedrich Schefer, Landwirt, Fabrikant und Landesstatthalter, und der Anna Frischknecht. Im Jahr 1761 heiratete er Barbara Kessler, Tochter von Friedrich Kessler, Landwirt. Eine zweite Ehe ging er 1788 mit Anna Elisabeth Tribelhorn, Tochter des Johann Jakob Tribelhorn, Bauer, Wirt und Gemeindehauptmann, ein.
Schefer war Landwirt und Fabrikant. Von 1770 bis 1776 amtierte er als Ratsherr. Ab 1776 bis 1786 war er Gemeindehauptmann von Schwellbrunn. Von 1786 bis 1793 hatte er das Amt des Landesseckelmeisters und ab 1793 bis 1797 dasjenige des Ausserrhoder Landammanns inne. Schefer wurde als Vertreter der Bauern zum Landammann gewählt, obwohl er aufgrund mangelhafter Schulbildung und häufiger Krankheit nicht dafür qualifiziert war. Ein Besuch der Tagsatzung war ihm nicht zuzumuten. Seine Führungsschwäche liess ihn 1797 zur Zielscheibe der Franzosenpartei werden.